# Malta (Karintia)
Malta osztrák község Karintia Spittal an der Drau-i járásában. 2016 januárjában 2024 lakosa volt.

## Elhelyezkedése

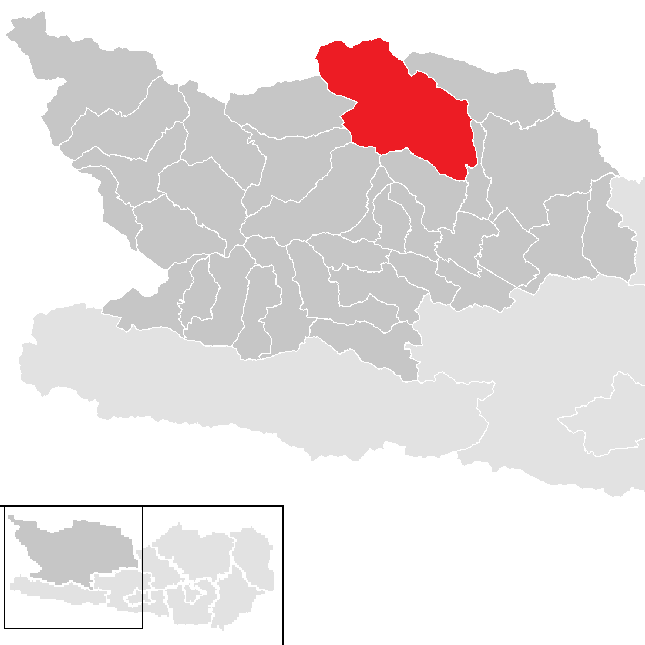
Malta a Spittali járásban

Malta Karintia északi határán részén fekszik a hasonló nevű folyó völgyében. 262 km²-ével a második legnagyobb területű önkormányzat (Wolfsberg után). Nyugatról a Reißeck-csoport, északról és északnyugatról a Magas-Tauernhez tartozó Hochalmspitze (3360 m) és Großer Hafner (3076 m), keletről a Reitereck hegységek fogják közre. 1987 óta a község területéből 8570 hektár a Magas-Tauern Nemzeti Parkhoz tartozik. Az önkormányzat 16 falut és egyéb települést fog össze: Brandstatt (55 lakos), Brochendorf (47), Dornbach (179), Feistritz (41), Fischertratten (436), Göß (0), Gries (104), Hilpersdorf (191), Kleinhattenberg (30), Koschach (60), Krainberg (20), Malta (662), Maltaberg (70), Saps (85), Schlatzing (34), Schlatzingerau (23).
A környező települések: keletre Rennweg am Katschberg, délkeletre Gmünd in Kärnten, délre Trebesing és Reißeck, délnyugatra Obervellach, nyugatra Mallnitz, északra Bad Gastein, Hüttschlag és Muhr (utóbbi három Salzburg tartományban).

## Története
Malta területe már a rómaiak előtt is lakott volt. Nevét először 957-992 között említik "locus malontina" formában. A falu fölötti Ödenfest várát a 11. században építették. A 12. századtól a Heunburg-család egyik oldalágának birtokában volt, akit a falu után Mallentheinernek is hívtak. A várat a 14. században elhagyták és romba dőlt. 
Az önkormányzat 1850-ben alakult meg Dornbach, Malta és Maltaberg katasztrális községekből és határai azóta nem változtak.

## Lakosság
A maltai önkormányzat területén 2016 januárjában 2024 fő élt, ami visszaesést jelent a 2001-es 2185 lakoshoz képest. Akkor a helybeliek 97,8%-a volt osztrák állampolgár. 66,3%-uk katolikusnak, 30,6% evangélikusnak, 2,8% pedig felekezeten kívülinek vallotta magát.

## Látnivalók
- a Kölbrein-víztározó
- a Magas-Tauern Nemzeti Park természeti látnivalói, számos vízesés, köztük Karintia legmagasabb vízesése, a Fallbach. A Fallbach mellett látványos via ferrata vezet fel a sziklafalon. Egy brandstatti vízesésen télen jégmászó-versenyt tartanak.
- a maltai Mária mennybemenetele-plébániatemplom. A falaiban római köveket is tartalmazó gótikus épületben középkori freskókat lehet látni; jellegzetessége a külső falon a Mikiegér-szerű Szt. Kristóf-kép.
- Dornbach késő gótikus temploma. Freskói 1463-ból, főoltára 1700-ból származik.
- Weidegg várának romjai
- Dornbach vára
- Fischertratten evangélikus temploma

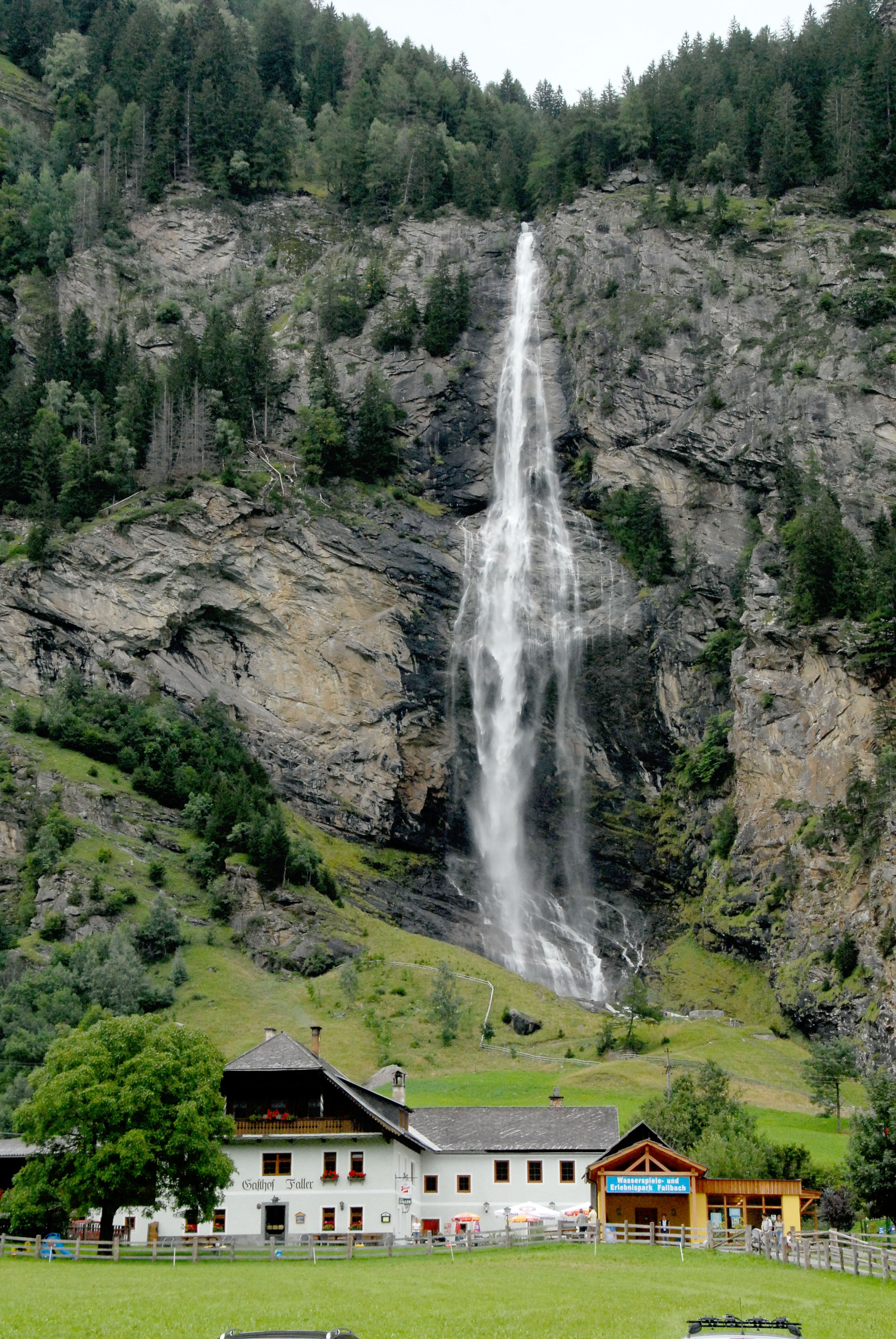
A Fallbach-vízesés
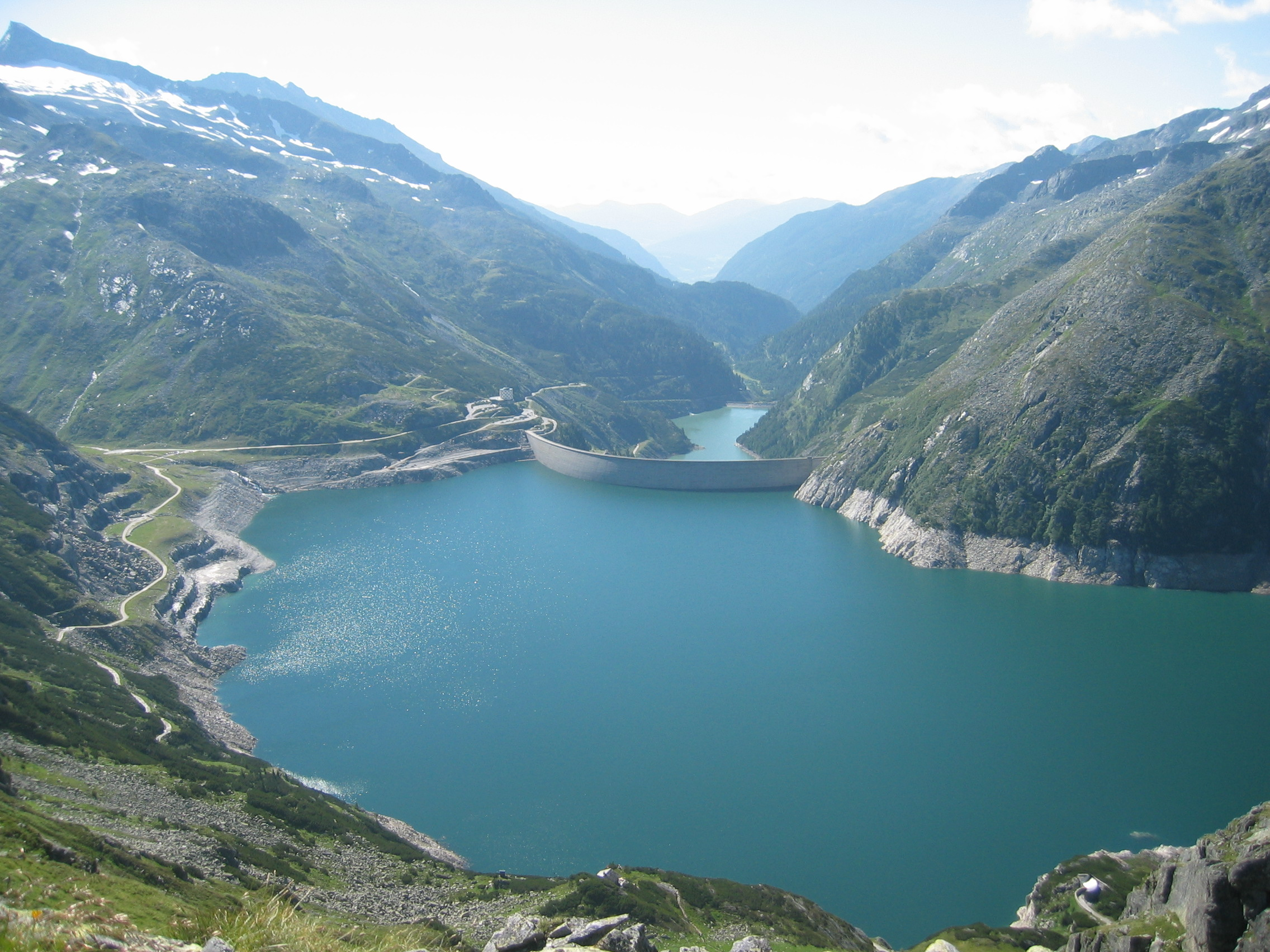
A Kölnbrein-víztározó
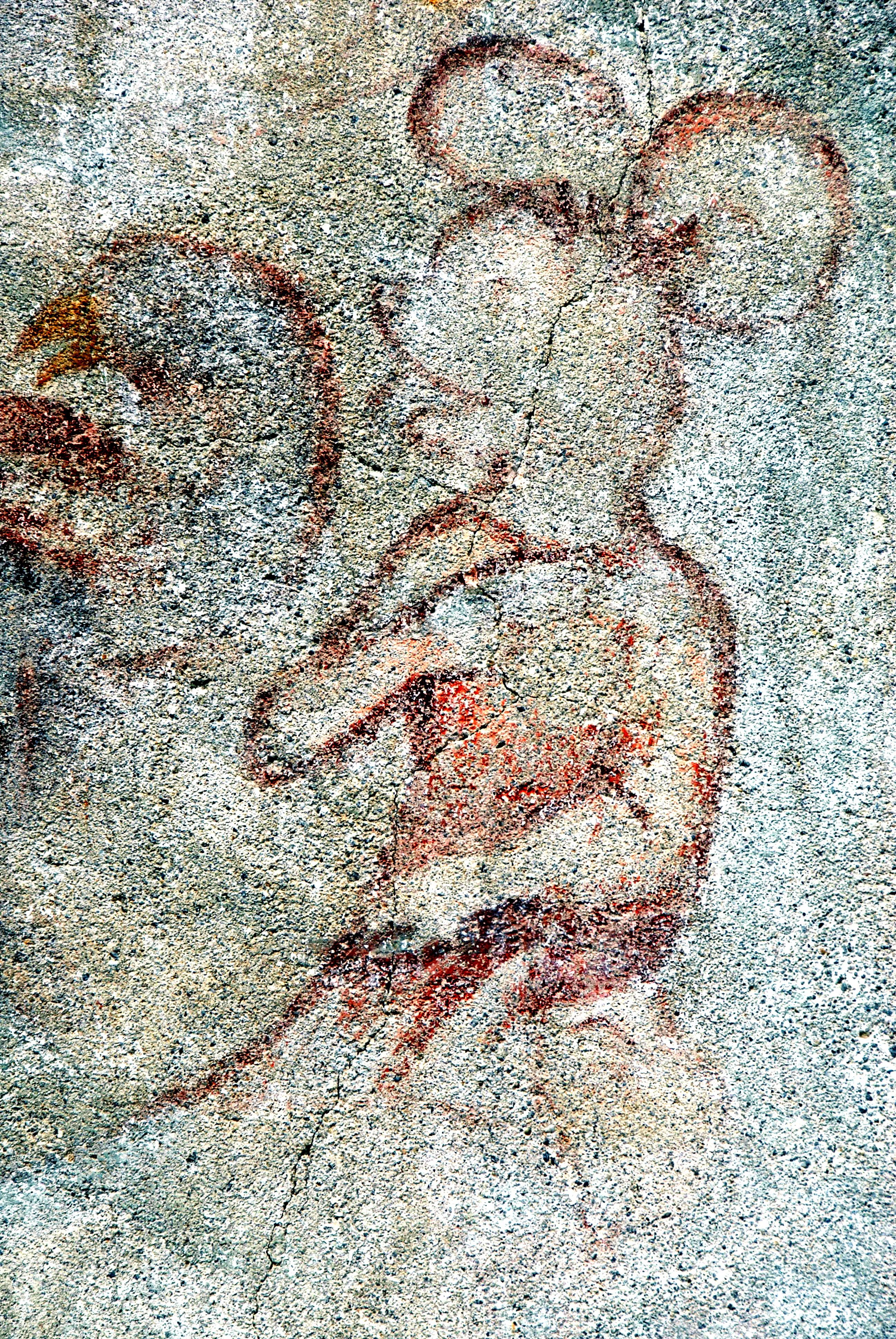
A Mikiegérszerű Szt. Kristóf a templom falán
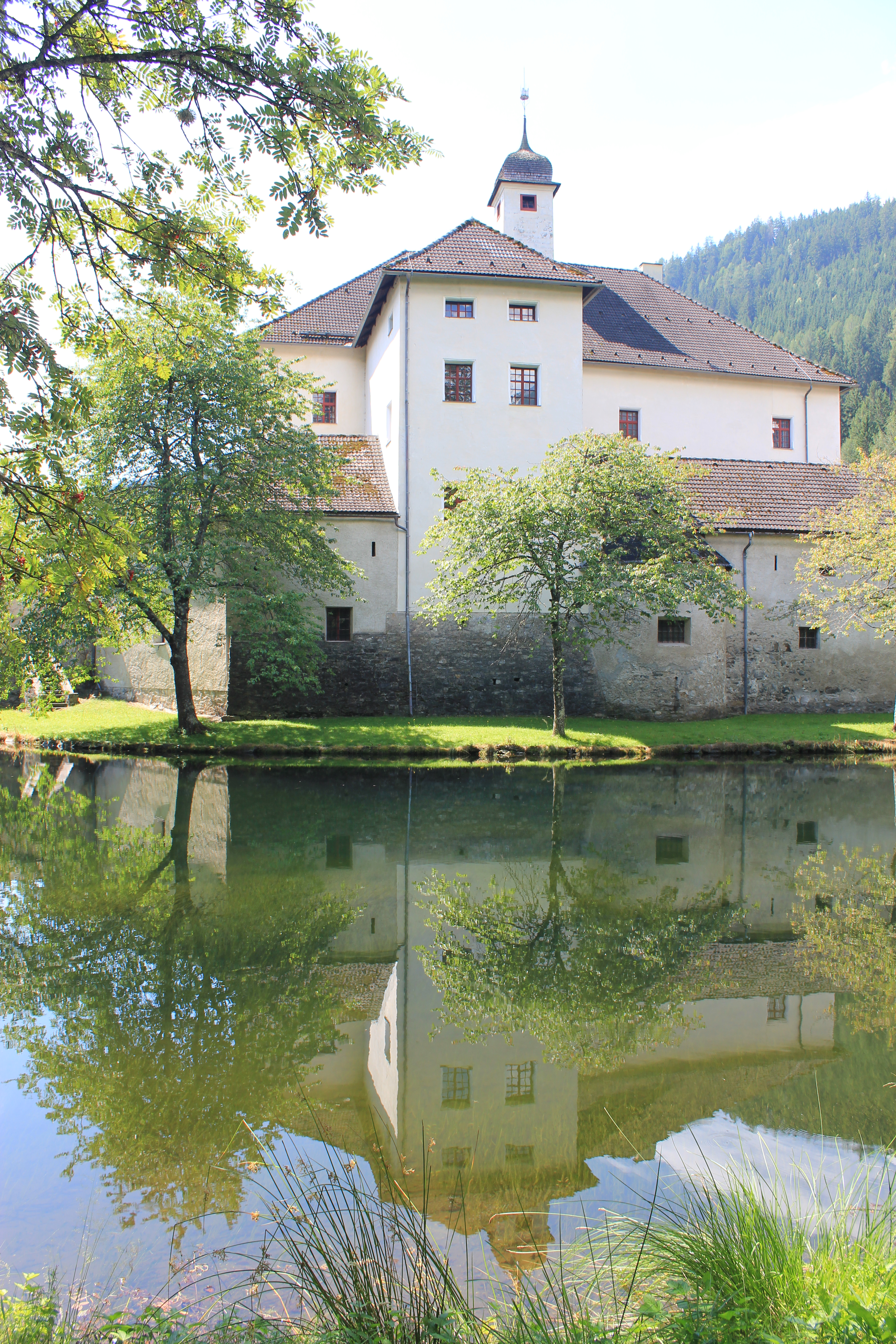
Dornbach vára

## Fordítás
- Ez a szócikk részben vagy egészben  a   Malta (Kärnten) című német Wikipédia-szócikk ezen változatának fordításán alapul.  Az eredeti cikk szerkesztőit annak laptörténete sorolja fel. Ez a jelzés csupán a megfogalmazás eredetét és a szerzői jogokat jelzi, nem szolgál a cikkben szereplő információk forrásmegjelöléseként.